# Gankouna
Ne doit pas être confondu avec Ankouna.
Gankouna est une localité située dans le département de Tongomayel de la province du Soum dans la région Sahel au Burkina Faso.

## Santé et éducation
Gankouna possède une école primaire publique.